# Basilica Opimia
Die Basilica Opimia war ein im späteren 2. Jahrhundert v. Chr. errichtetes Gebäude auf dem Forum Romanum in Rom.

## Überlieferung
Die Basilika ist lediglich aus einer beiläufigen Erwähnung bei Marcus Terentius Varro und aus zwei republikanischen Inschriften bekannt. Varro beschreibt in seinem Werk De lingua Latina („Über die lateinische Sprache“) die Lage eines Versammlungsplatzes der römischen Senatoren, ein senaculum, und sagt, dass es sich oberhalb der Graecostasis befinde, im Bereich des Concordiatempels und der Basilica Opimia (ubi aedis Concordiae et basilica Opimia). Demnach erhob sich die Basilika auf dem Forum, und zwar in räumlicher Nähe des Concordiatempels und der Graecostasis im (nord-)westlichen Forumsbereich. Vom Concordiatempel ist bekannt, dass ihn Lucius Opimius nach dem Tod des Gaius Gracchus und vieler seiner Anhänger im Jahr 121 v. Chr. neu hat errichten lassen. Der Tempel erhob sich an der gleichen Stelle wie sein augusteischer, im Auftrag des Tiberius zwischen 7 v. Chr. und 10 n. Chr. ausgeführter Nachfolgebau. Reste seines Podiums sind im Fundament des Neubaus integriert worden. Allgemein wird angenommen, dass im Umfeld des opimianischen Tempelneubaus auch die Basilika, die seinen Namen trug, errichtet wurde. Wenn Marcus Tullius Cicero in seiner Verteidigungsrede für Publius Sestius im Jahr 56 v. Chr. von dem „überaus häufig besuchten Monument des Opimius“ berichtet (celeberrimum monumentum Opimi), wird diese Stelle auf den Komplex aus Tempel und Basilika zu beziehen sein.
Dieses Monument, das im Tempel greifbar die Concordia, die Eintracht, nach der blutigen Niederschlagung des Aufstandes der Gracchen und der popularen Partei feiern sollte, war ein Siegesmonument des Opimius und der ihn stützenden, optimatischen Senatsaristokratie. Welche Rolle die Basilika in diesem Zusammenhang spielte, ist ebenso ungeklärt wie die Frage, welche Funktion ihr zukam. Sie kann reiner Repräsentationsbau gewesen sein, aber auch merkantilen und administrativen Aufgaben, insbesondere der Rechtsprechung, gedient haben, wie dies für andere Basiliken des republikanischen Rom nachzuweisen ist. Von der Basilica Opimia ist aus zwei Inschriften bekannt, dass Sklaven der öffentlichen Hand an ihr beschäftigt waren (servi publici ex basilica Opimia), ohne dass deren Aufgabenbereich zu fassen wäre.

## Gestaltung und Lage
Im archäologischen Befund sind Reste der Basilika als eigenständiger Bau nicht nachzuweisen. Sowohl ihre konkrete Lage relativ zum Concordiatempel als auch ihre architektonische Ausprägung sind Gegenstand der wissenschaftlichen Diskussion. Dies hängt damit zusammen, dass der Begriff basilica in der Antike vor allem funktional, nicht aber bautypologisch definiert wurde. Basiliken als Gebäudeteile oder als Teile von Gebäudekomplexen werden in Inschriften und in der Literatur in zahlreichen unterschiedlichen Zusammenhängen erwähnt. Neben einem öffentlichen Forumsgebäude tritt die Bezeichnung für Repräsentationsräume im privaten Wohnumfeld, insbesondere der Villenarchitektur, auf. Er begegnet bei Theateranlagen und Thermen, bei Markthallen und den Principia römischer Militärbauten. Zumindest in der römischen Kaiserzeit konnten Basiliken auch mit Tempeln und Heiligtümern verbunden sein. Der Begriff konnte folglich unabhängige, angebundene oder eingebundene Baustrukturen bezeichnen.
Entsprechend vielfältig sind die Versuche, sich dem Basilikalen des opimianischen Baus zu nähern. German Hafner schlug vor, die basilica Opimia mit der Cella des Concordiatempels gleichzusetzen. Er wandte sich hierbei explizit gegen die Annahme von Carlo Gasparri, der die Basilika als eigenständigen Bau verstand und ihre Lage an der nordöstlichen Langseite des Tempels rekonstruierte. In dieser Position verortete schon Christian Hülsen die Basilika.
Einen anderen Ansatz vertrat Nicholas Purcell, der die Basilika in dem gedeckten, dem Forum zugewandten Säulengang im unteren Bereich des Tabulariums erkannte. Doch wurden die Rekonstruktionsversuche Purcells zum Tabulariumkomplex und dessen Gleichsetzung mit dem atrium libertatis von Filippo Coarelli verworfen. Als wahrscheinlichster Standort der basilica Opimia gilt meist das Areal südlich des Concordiatempels, das später vom Tempel des Vespasian überbaut wurde. Als Standort bliebe die schmale Baulücke zwischen Concordiatempel, Saturntempel und der Porticus der Dei Consentes. Ob die Basilika bereits durch den Neubau des tiberischen Concordiatempels zerstört wurde, um der deutlich größeren Anlage Platz zu schaffen, oder – allgemeiner – der augusteischen Baupolitik und der Einnahme des Forums durch dessen Bauten zum Opfer fiel, ist ungeklärt.